# Kokczunak
Kokczunak (ros. Кокчунак) – auł w Rosji, w obwodzie orenburski, w rejonie akbułakski. W 2010 liczył 13 mieszkańców.